# Melica sarmentosa
Espèce
Melica sarmentosa est une espèce de plantes monocotylédones de la famille des Poaceae, sous-famille des Pooideae, originaire d'Amérique du Sud.

## Description
Melica sarmentosa est une plante herbacée vivace, rhizomateuses, aux tiges grimpantes de 150 à 400 cm de long.
L'inflorescence est une panicule ouverte, pyramidale de 15 à 20 cm de long.
Les épillets, comprimés latéralement, de 6 à 8 mm de long, comprennent deux à trois fleurons fertiles, avec des fleurons réduits à l'apex.
Les fruits, ellipsoïdes, de 2 mm de long, brun foncé, sont des caryopses au péricarpe adhérent.

## Distribution et habitat
L'aire de répartition de Melica sarmentosa comprend le Brésil, le Paraguay, l'Uruguay et le centre et le nord-est de l'Argentine.
La plante pousse dans des milieux ombragés, à l'orée des forêts ou dans des forêts galeries.

## Liste des sous-espèces et variétés
Selon Tropicos (14 avril 2017) (Attention liste brute contenant possiblement des synonymes) :
- sous-espèce Melica sarmentosa subsp. cymbaria Ekman
- sous-espèce Melica sarmentosa subsp. sarmentosa
- variété Melica sarmentosa var. glabrior Döll
- variété Melica sarmentosa var. monticola Torres
- variété Melica sarmentosa var. pilosula Döll
- variété Melica sarmentosa var. sarmentosa